# Dzsungáriai törpehörcsög

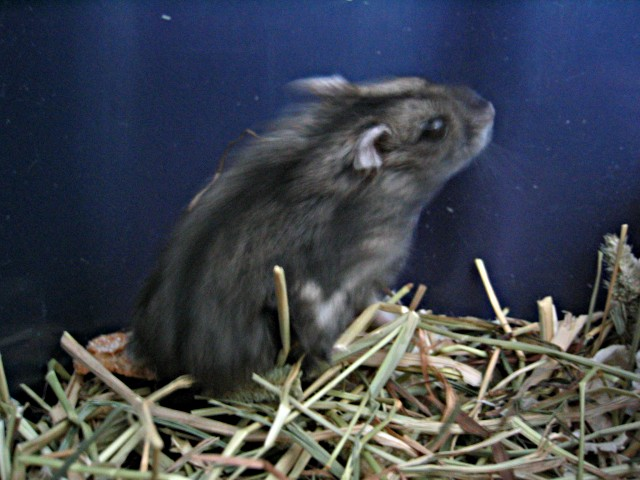
Így néz ki nyáron a vadas színű (ez télen se fehéredik ki annyira, mint a fentebb látható)

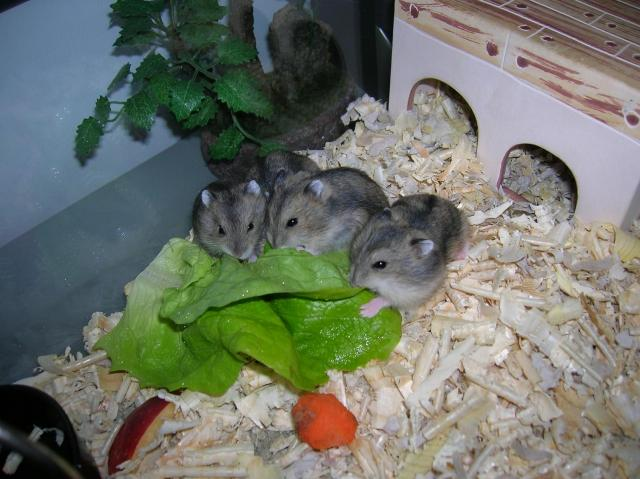
Kölykök

A dzsungáriai törpehörcsög (Phodopus sungorus) az emlősök (Mammalia) osztályának rágcsálók (Rodentia) rendjébe, ezen belül a hörcsögfélék (Cricetidae) családjába tartozó rágcsálófaj. 2-3 évig él.

## Rendszertani besorolása
Valamikor sokat vitatkoztak arról, hogy a Campbell-hörcsög (Phodopus campbelli) alfaja-e. A vita lezárásaként külön fajként ismerték el a Phodopus sungorust. Egy orosz tudós összehasonlította a két faj DNS-ét. Tudományosan megállapította, hogy a két faj teljesen különálló.

## Küllem
Testmérete 6–11 cm, súlya 35-55 gramm. Harmad akkora, mint európai rokonai, és mérete fele az ismertebb szíriai aranyhörcsögének. Bundája sűrű, háta szürke, közepén fekete csíkkal. Hasa fehér, farka rövid. Télen kivilágosodik, néha egészen fehérré válik. Fekete szeme aránylag nagy.

## Eredeti élőhelye
Eredeti élőhelye Belső-Ázsia és az orosz sztyeppék. Vadon nagyrészt Szibériában él, megtalálható Dzsungáriában, Mandzsúriában, Kazahsztánban és Mongóliában. Népszerű házi kedvenc.
Szereti a magányos életmódot. Barlangját 1 méterre a föld alá ássa. Kedvenc talajtípusa az agyagos löszös; ezek a legjobb gabonaföldek. Otthona több kamrából áll, amiket számos kijárat köt össze a külvilággal. Van köztük hálókamra és illemhely is, de a legtöbb tápanyagraktárként szolgál.
A legtöbb rágcsálóhoz hasonlóan éjszakai állat. Szállását szürkületkor hagyja el. Főként növényi táplálékkal él; egyaránt fogyaszt gyökereket, leveleket és magvakat. Ezen kívül rovarokkal is táplálkozik. Táplálékát mellső lábait kézként használva tömi rugalmas pofazacskójába. A szűkösebb időkre felhalmozza az eleséget; ezen éli túl a telet.
Télen melegen és puhán bélelt vackában, készletei mellett pihen. Nem alszik téli álmot.
Ragadozói a róka, a menyétfélék, a baglyok, és a nagyobb ragadozó madarak. Fő ellenségei a hermelin és a közönséges görény, mert ezek követik föld alatti otthonába, és ott végeznek vele.
Rövid, 2–4 éves élettartamát szaporasággal ellensúlyozza. Így sikerül fenntartania egy igencsak nagy állományt a sztyeppéin. Súlya éppen fele az ismertebb Szíriai aranyhörcsögének csupán 50-56g-os felnőtt korára.
Ezt a hörcsögöt régóta ismerték, de csak a XX. század vége felé kezdték háziállatként tartani.

## Tartása
Tartható terráriumban is és ketrecben is; ennek mérete legalább 3000 négyzetcenti kell hogy legyen, (pl 60×50×40 cm) de ha van rá hely akkor 80x60x40 cm a javasolt terület számukra. Jól érzik magukat 18- 23 °C között, 25 °C felett már hűteni kell! Csendes, nem túl fényes és nem túl zajos, biztonságos, más háziállatoktól védett helyiségben célszerű elhelyezni. Napi 8km-et fut

A terráriumot fontos úgy berendezni, hogy a hörcsög ne unatkozzon. Kell tehát legalább egy, de minél több házikó, egy mókuskerék, esetleg wc-papír guriga (alagútként), kerámia vagy üveg tál az etetéshez, több fából készült bújó és mászó felszerelés, csincsilla homok egy minimum 15 cm átmérőjű helyre (kizárólag a csincsilláknak való apró, finom szemcséjű homok megfelelő). A törpehörcsögnek önitatót nem mindig célszerű adni, mert van, hogy túl nagy a hörcsög szájához - helyette egy tálkát lehet használni. Gyakori tévhit, hogy a megfelelő mennyiségű folyadékot a hörcsögök kinyerik a gyümölcsökből. Fontos tudni, valójában iszik vizet, még ha szemmel alig látható mennyiséget is.
Alomként megfelelő a faforgács, papíralom, csutkaalom, kenderalom.  Az almot minimum 10 cm vastagon kell leteríteni, mivel a dzsungáriai törpehörcsög járatépítő állat.
Vattát, kisállat boltban kapható fészekanyagot, hosszú szálas textil anyagokat nem szabad betenni, mert veszélyesek lehetnek a hörcsögre nézve.
A mókuskerekekből minimum 20 cm átmérőjű a megfelelő (futókorongból pedig legalább 17 cm átmérőjű szükséges), mert a kisebb kerékben hajlik a gerince, ami fájdalmakhoz és sérülésekhez vezethet. A rácsos kerekek és felszerelések nagyon veszélyesek a hörcsög végtagjaira nézve, ezért nem ajánlottak. A kerék elengedhetetlen eleme a hörcsöglaknak, az állat egy éjszaka alatt akár 8 km-t is képes futni!
Magányos állat - együtt tartani csak az alomtársával lehet, 2 hetes korukban nemenként külön kell őket választani. Amikor elmúltak egy hónaposak, teljesen külön kell őket tartani.

## Táplálása

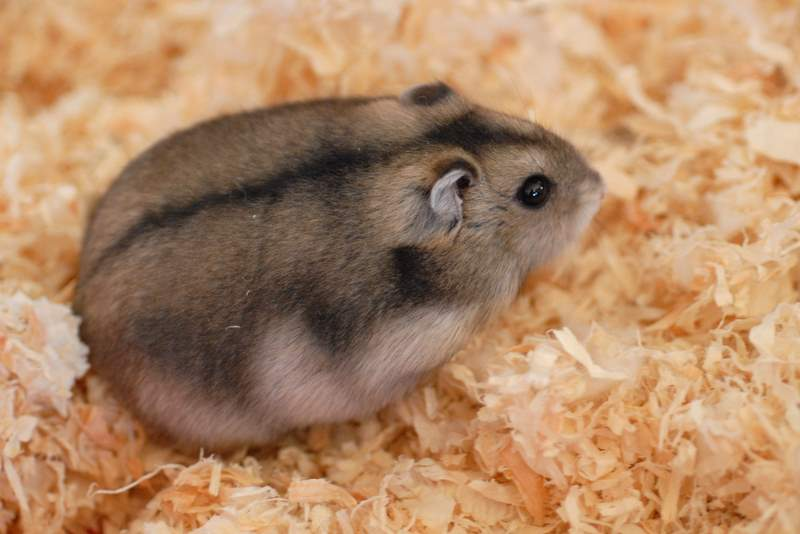

A legcélravezetőbb, ha a gazdik maguk keverik kedvencük számára a magokat. Mivel sajnos a bolti tápokat gyakran alig eszik meg, szinte csak a szotyi fogy belőle. Ami sok egészségügyi problémához és korai halálozáshoz vezethet.
A lentebb felsorolt magok mind jók, ezekkel még keverhetitek a keveréketeket, de a fentebb leírt magok és arányok az alapot képezik.
Ajánlott magkeverékek: Mixerama, Rodipet, Nager-Küche, Kellis, JR Farm Farm Food, Real Nature, Bunny, Multifit, Vitakraft, Versele-Laga Nature
- Amaránt - álgabona, törpehörcsögöknek is nyugodtan adható
- Árpa - minimális mennyiségben adjunk
- Búza - minimális mennyiségben adjunk
- Bükköny
- Cirok - a fehér és vörös egyaránt adható minden hörcsögfajnak.
- Dió - rendkívül hizlaló
- Fenyőmag
- Fénymag
- Földimogyoró - rendkívül hizlaló
- Fűmag - az összes fűféle magja kitűnő eleség minden hörcsögfaj számára - különösen a törpehörcsögök magkeverékének elengedhetetlen alkotóeleme
- Hajdina - álgabona, törpehörcsögöknek is nyugodtan adható, elsősorban hántolatlanul
- Heremag - mindenféle here magja kitűnő eleség minden hörcsögfaj számára
- Kamut
- Kanárimag
- Kapormag
- Kárdi
- Kendermag
- Köménymag
- Köles - vörös, sárga, japán stb. - álgabona, az összes kölesfaj törpehörcsögöknek is nyugodtan adható
- Lenmag
- Lucernamag
- Makadámia - rendkívül hizlaló
- Mák
- Máriatövismag
- Mogyoró - rendkívül hizlaló
- Napraforgómag - fekete, csíkos stb. - rendkívül hizlaló
- Négermag
- Pekándió - rendkívül hizlaló
- Perillamag
- Petrezselyemmag
- Pitypangmag
- Kinoa - álgabona, törpehörcsögöknek is nyugodtan adható
- Retekmag
- Répamag
- Rizs - elsősorban hántolatlanul,  minimális mennyiségben adjunk
- Rozs - minimális mennyiségben adjunk
- Salátamag
- Sáfrányos szeklicemag
- Spenótmag
- Százszorszépmag
- Szentjánoskenyér
- Szezámmag
- Teff
- Tökmag - rendkívül hizlaló
- Tritikálé - minimális mennyiségben adjunk
- Turbolyamag
- Zab - minimális mennyiségben adjunk

A következő gyümölcsök és zöldségek adhatók neki:
- Bab - a fehérbab ritkán, kis mennyiségben
- Brokkoli - kis mennyiségben adható, erősen puffaszt
- Cékla - kis mennyiségben adható, oxálsavtartalma magas, a vizeletet elszínezheti
- Cukkini
- Édeskömény - a gumó és zöldje egyaránt adható, a vizeletet elszínezheti
- Fodros kel - kis mennyiségben adható, erősen puffaszt
- Mángold - kis mennyiségben adható, oxálsavtartalma magas
- Karalábé - kis mennyiségben adható, erősen puffaszt
- Kínai kel - kis mennyiségben adható, erősen puffaszt
- Kukorica - magas keményítőtartalma miatt kis mennyiségben adható
- Pagodakarfiol - kis mennyiségben adható, erősen puffaszt
- Paprika - piros, sárga, zöld stb. egyaránt adható csumájával együtt a zöldje nélkül, csupán a csípős fajták tilosak
- Paradicsom - zöldje mérgező, azt eltávolítva adható
- Pasztinák
- Petrezselyem - gyökér és zöldje egyaránt adható
- Saláta - fejessaláta, jégsaláta, cikória, endívia stb. - jól raktározza a méreganyagokat, ezért csak bio termesztésű adható
- Sárgarépa - gyökere hizlaló, csak kis mennyiségben adjunk, zöldjét magas kalciumtartalma miatt ne vigyük túlzásba, a vizeletet elszínezheti
- Spenótlevél - kis mennyiségben adható, oxálsavtartalma magas
- Tök - minden általunk is ehető tökfajta adható hörcsögünknek
- Uborka
- Zeller - gumó és zöldje egyaránt adható
- Alma - magja mérgező, anékül adható
- Eper
- Goji bogyó
- Körte
- Málna
- Ribizli
- Szeder

A fehérje létfontosságú anyagokkal látja el hörcsögünk szervezetét, az étrend elemi része. A vadonban a fehérjebevitel mennyiségét nagyban befolyásolják a környezeti tényezők, az évszak, az időjárás, az adott rovarkínálat, illetve az aktuális egyéni igények. Mindenesetre - ha a fennálló körülmények engedik - a törpehörcsögök napi táplálékának csaknem 1/3 részét teszi ki, aranyhörcsögök esetében ez valamivel kevesebb.
Törekedjünk rá, hogy változatos, természetes fehérjeforrást biztosítsunk kedvencünknek, tehát elsősorban különféle rovarokkal próbálkozzunk, a tejtermékek csak másodlagos megoldásként szolgáljanak - ezekben ugyanis számos állatunk számára szükségtelen tápanyag is található, a tejtermékek zsírtartalma általában túlzottan magas és nem is fedezi a szükséges fehérjeadagot, kevésbé egészségesek hörcsögünk számára. A rovarok vagy egyéb természetes fehérjeforrások közül kizárólag az erre kitenyésztett eleségállatok adhatók, a vadonból befogottak számos betegséget terjeszthetnek. Egy hörcsög heti fehérjeadagját például 6-7 élő lisztkukac vagy 4-5 élő szöcske, tücsök teszi ki. Ha ezeket szárított formában etetjük, akkor ezen mennyiségek háromszorosával kell számolnunk, mivel kiszárítva a rovarfélék körülbelül 1/3 annyi fehérjét tartalmaznak, mint élve. Tejtermékek esetében egyszerre egy körömnyi darabnál többet ne adjunk! Fehérjét 1-3 naponta szükséges felkínálni kedvencünknek, ügyeljünk a heti adag egységes eloszlására.
Vannak állapotok, mikor hörcsögünk több fehérjét igényel, mint normál esetben. Ilyen a vemhesség kezdeti szakasza, valamint a szülés után elkövetkezendő 4 hét, a még fejlődő, fiatal állatok, az időskor és a betegségek időszaka. Ekkor javasolt 2-4 további fehérjeetetést beiktatni.
- édesvízi halak – a legáltalánosabb a szárított kínai razbóra
- gammarus (tüskés bolharák) – szárítva adható
- garnéla – az édesvízi garnélák szárítva adhatók
- gyászbogárlárva – élő vagy szárított formában is adható
- joghurt – natúr, cukormentes joghurt ritkán adható
- kutyatáp – minőségi, magas hústartalmú kutyatáp ritkán adható
- lisztkukac – élő vagy szárított formában is adható
- macskatáp – minőségi, magas hústartalmú macskatáp ritkán adható
- sajt – kizárólag natúr sajt adható, lehetőleg zsírszegény
- selyemhernyóbáb – szárítva adható
- szöcske – élő vagy szárított formában is adható
- tejföl – zsírszegény, illetve alacsony zsírtartalmú ritkán adható
- tojásfehérje – főve adható
- túró – sovány adható
- tücsök – élő vagy szárított formában is adható

Emberi fogyasztásra szánt termékek (pl.: csoki, csipsz, rántott hús, palacsinta stb.) nem adhatók neki.
Itatásra szükségük van, tálból, golyós önitatóból vagy csapos önitatóból a nap 24 órájában rendelkezésére kell hogy álljon a friss, tiszta, hűvös víz.

## Dzsungáriai és Campbell-törpehörcsög keveredése
A dzsungáriai törpehörcsög ugyanúgy 28 kromoszómával rendelkezik, ahogyan a Campbell-törpehörcsög is. Emiatt a két faj képes szaporodni egymással. A fajok küllemre rendkívül hasonlóak; aki nem hozzáértő, könnyen összekeverheti őket. Hazánkban szinte csak hibrid példányok találhatóak meg.

## Színek

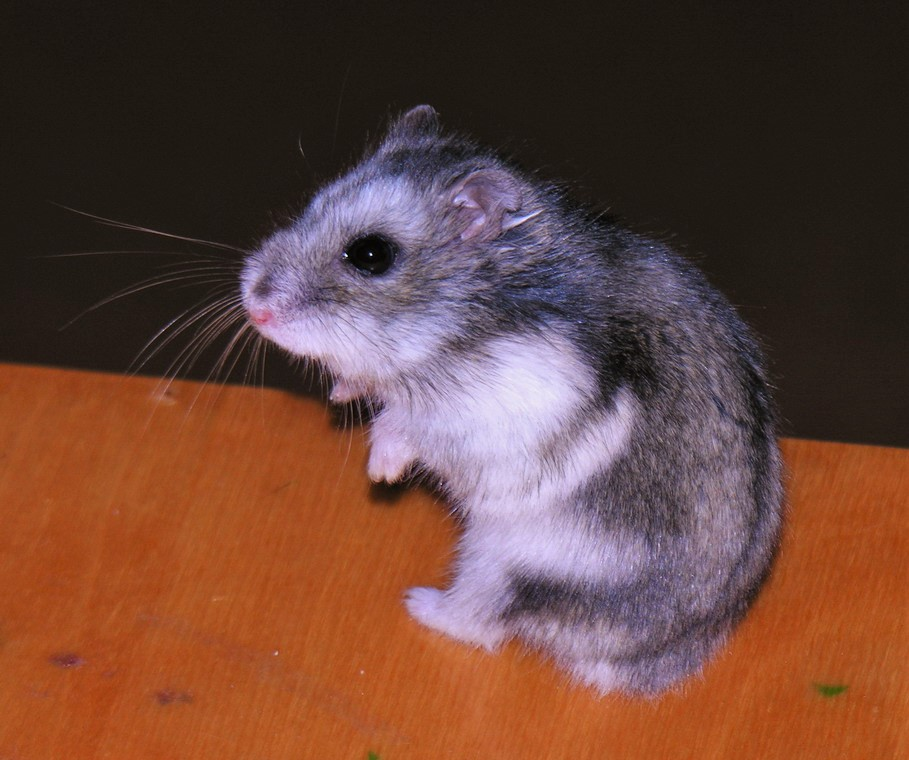
Vadas színű egyed

A dzsungáriai törpehörcsögnek többféle színárnyalata van. A legelterjedtebb a vadas (sötétbarna/fekete) illetve kék ( szürke). A ritkább színek tenyésztőknél találhatóak meg. A kereskedésekben szinte csak a vadas változat található meg. 
- Vadas: A háta barnás a közepén fekete csíkkal.
- Kék: A háta sötét szürke és világos szürke csíkozású.
- Pearl (mintázat, nem szín). Ez egy fehér mintázat, amitől csak a hörcsög hátcsíkjának a színe lesz látható.
- Mandarin:  Mandarinos, zsemlés színű. A háti csíkja barnás. (letális, mandarint mandarinnal nem teszünk párba!)
- Merle (mintázat, nem szín). A merle egy fehér mintázat nagyon hasonlít a pearlhez, de itt a fej az eredeti színtől függően enyhén maszatos.
- Fekete: A hörcsög egyöntetűen fekete, a fülei, hasa, lábai fehérek.
- Orosz kék : A hörcsög egyöntetűen gyönyörű sötét szürke a fülei, lábai, hasa fehérek.
- Lila (piros szemű): Ezzel a színnel csak piros lehet a hörcsög szemszíne. A bunda nagyon világos szürkés, picit lilás fényű.

### A színek és a genotípus összefüggése
A színekhez az alábbi genotípusok tartoznak:
1. vadas:AA
2. kék:dd
3. barna:mm
4. narancs:pp
5. fekete:aa
6. mandarin:Mama LETÁLIS! (Letális allél?)
7. camel:ddMama LETÁLIS!
8. bézs:ddmm
9. dove:aapp
10. oroszkék:aadd
11. csokoládé:aamm
12. viola:ddpp
13. lila:aaddmm
14. szőke bézs:ddmmpp
15. pezsgő:ppddaamm
16. lila piros szemmel:aaddpp
17. lila bordó szemmel:aaddmm
18. camel piros szemmel:ddppMama LETÁLIS!
19. tarka:Mimi LETÁLIS!
20. merle:Meme/MeMe BIZONYTALAN!
21. pearl:Pepe LETÁLIS!

Ahol az összetartozó kis- és nagybetűk egy-egy gén recesszív, illetve domináns allélját jelölik.